# Kollapsen av taket vid järnvägsstationen i Novi Sad

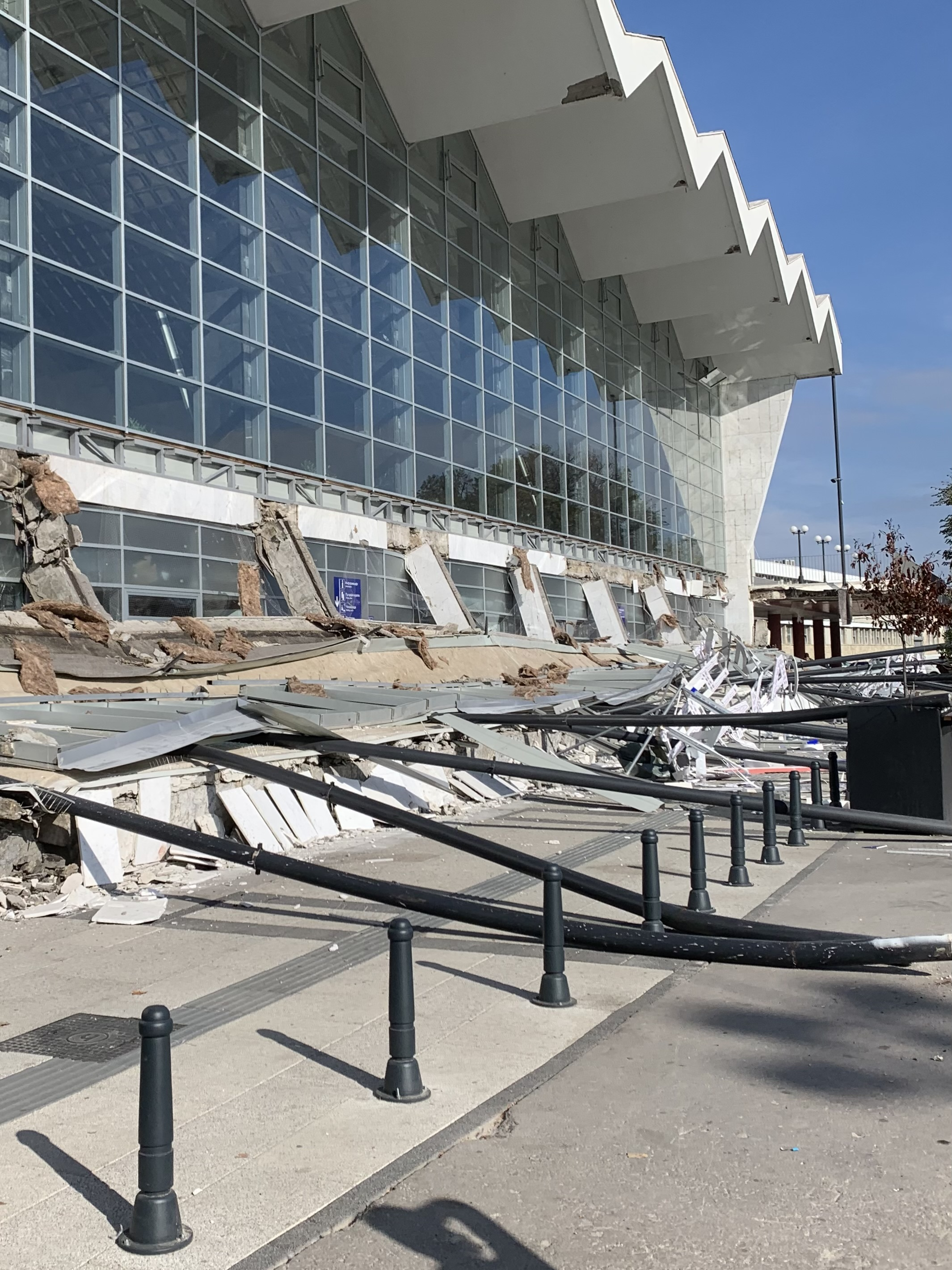
Kollapsen av taket vid järnvägsstationen i Novi Sad.

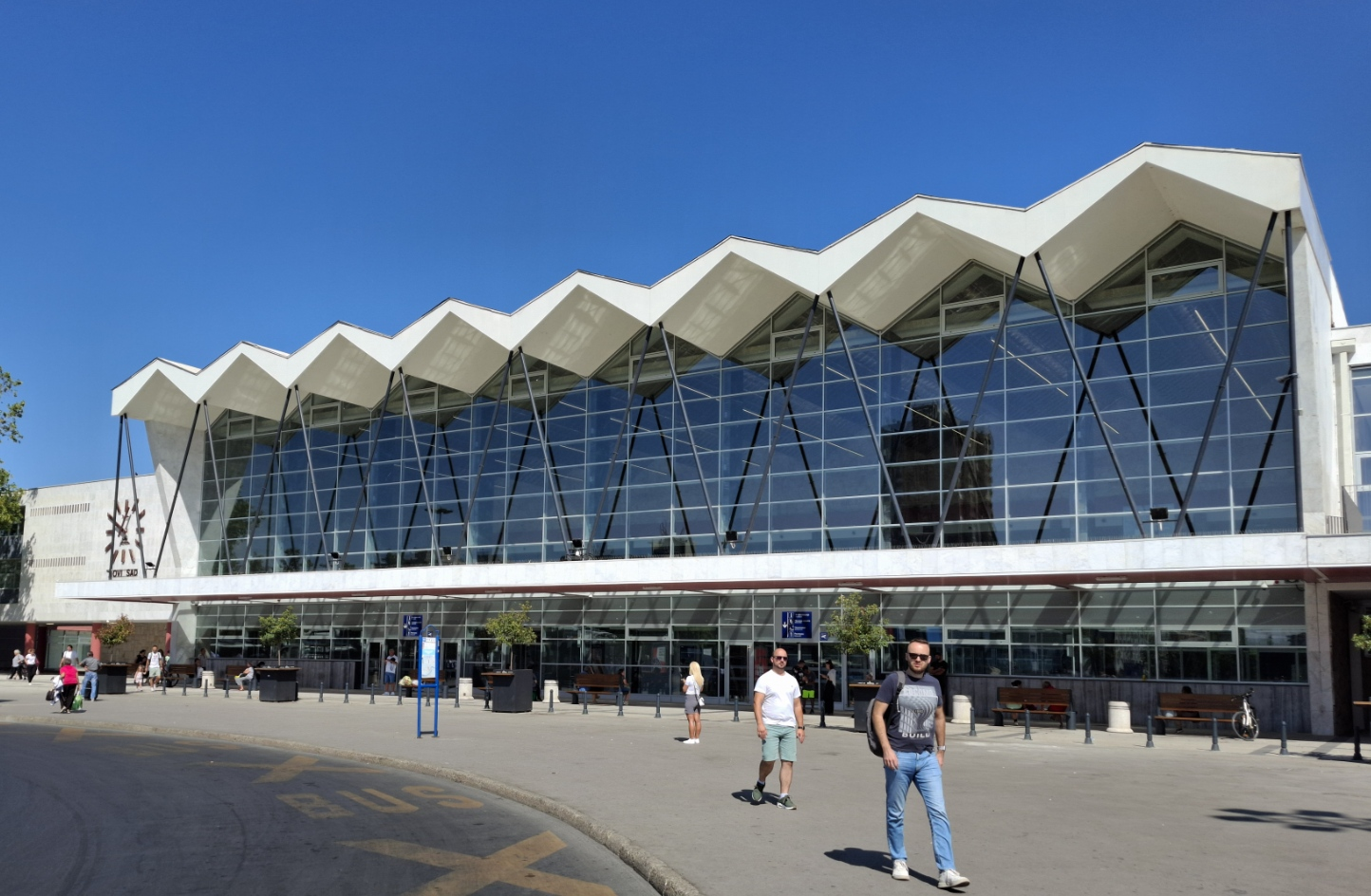
Taket innan olyckan.

Kollapsen av taket vid järnvägsstationen i Novi Sad var en olycka som inträffade den 1 november 2024 klockan 11:50 vid järnvägsstationen i Novi Sad i Serbien. I olyckan omkom 15 personer, inklusive en sexårig pojke, och två personer skadades. Bland offren var en person från Nordmakedonien, de övriga var serbiska medborgare.

## Bakgrund
År 2021 publicerades planer för en renovering och utvidgning av stationen som en del av den serbiska regeringens insatser för att revitalisera och modernisera järnvägsinfrastrukturen i landet, med införandet av snabbare tåg. Renoveringen inkluderade uppgradering av spår, byggande av en ny plattform och fullständig renovering av huvudbyggnaden med ytterligare hissar för personer med funktionsnedsättning. Arbetet påbörjades i september 2021.
Ett villkor för renoveringen var rivningen av Bosko Peroševićs bro och rekonstruktionen av järnvägsbron Žeželj, enligt projekt av Aleksandar Bojović, som byggdes av det internationella konsortiet JV Azvi - Taddei - Horta Coslada International. Renoveringen av järnvägsstationen utfördes av de kinesiska företagen China Railway International och China Communications Construction Company (CCCC) som en del av projektet banan Budapest—Belgrad, vilket är en del av en bredare plan för det internationella järnvägsnätet.
Den renoverade stationsbyggnaden öppnades den 19 mars 2022, med en modern järnväg som når hastigheter upp till 200 km/h mellan Belgrad och Novi Sad.

## Olyckan
Den 1 november 2024, klockan 11:50, kollapsade taket ovanför huvudentrén till järnvägsstationen i Novi Sad. I olyckan omkom 15 personer, inklusive en sexårig pojke, och tre personer skadades.
Byggingenjören Danijel Dašić har uttalat att taket kollapsade på grund av en extra stålkonstruktion med glaspaneler som installerades under renoveringen.

## Reaktioner
Serbiens regering utropade 2 november 2024 som sorgens dag, medan tre dagars sorg utlystes i Novi Sad. I Serbiska republiken utropades också en sorgens dag.
Ungerns premiärminister Viktor Orbán uttryckte sitt deltagande till Serbien och offrens familjer.
Serbiens president Aleksandar Vučić krävde politiskt och straffrättsligt ansvar för olyckan. Det kinesiska konsortiet som utförde renoveringsarbetena uttalade att taket inte var en del av renoveringen.
Efter katastrofen inleddes massiva demonstrationer i landet, som pågår fortfarande (augusti 2025).